# Cmentarz parafialny w Błaszkach
Cmentarz parafialny w Błaszkach – cmentarz Parafii św. Anny w Błaszkach znajdujący się poza południową granicą miasta – w Chrzanowicach przy ulicy Pułaskiego. Został założony w 1819 roku. Na uwagę zasługują kaplica grobowa Biernackich i Błeszyńskich oraz grób powstańca styczniowego Macieja Piaszczyńskiego. Oprócz nich na cmentarzu spoczywają też inni zasłużeni obywatele Błaszek.